# 紀年法
紀年法（きねんほう）とは、年を数えたり、記録したりする方法のこと。

## 類型
紀年法には、大きく分けて以下の3種類に分けられる。
- 西暦／キリスト紀元、ヒジュラ暦／ヒジュラ紀元、仏暦／仏滅紀元、皇紀／神武紀元、人類紀元など、ある年を始点にして、経過年と遡及年を数える無限のシステム（紀元）。
- 君主の即位や、事件などによってリセットされる有限のシステム（元号）。
- 干支（60年周期）、インディクティオン（15年周期）、歳星紀年法（12年周期）など、一定の年数で繰り返される循環式システム。

また、一部の紀年法を除き、紀元と元号の両方共に、始まりになる年を「0年」でなく「1年」として考える。即ち、紀元からの経過年数や遡及年数を表す基数年（周年）ではなく、序数年（数え年）として数える。

## 暦法との関係
紀年法は、元年と1年経過するごとに加算する原則があるのみで、元日は定義しない。これに対し暦法は、月や太陽の運行に従って1か月ごとの日数を定めてから1年の長さと元日を定義する。つまり年月日で暦を表すには紀年法と暦法の両方が必要となる。したがって改元により新しい紀年法を採用した日が必ず元日になるとは限らず、あるいは暦の月日が不連続となることがある。
日本においては、暦法と同様に、紀年法も「○○暦」と呼称されたり、紀年法が暦法の一部と認識されてしまうことも多く、両者が混同されることがある。西暦は、かつて紀年法としては「西洋紀元」「西紀」という語で区別されていたが、やがて混同され、どちらも西暦とよばれている。現在の西暦は、暦法としてはグレゴリオ暦を指すが、紀年法としてはキリスト紀元である。

## 各地域の紀年法
各地域の紀年法については、「紀元」「元号」の項目も参照のこと。

### ヨーロッパ
古代ローマ帝国では、元号（○○皇帝在位N年）、ローマ建国紀元、インディクティオの3種類がよく用いられていた。その後、4、5世紀頃には、ディオクレティアヌス紀元がキリスト教徒の間で最も広く用いられる紀年法であった。
しかし、西ローマ帝国が消滅した後の西ヨーロッパで、イエス・キリストの生年を元年とするキリスト紀元（西暦）が徐々に用いられるようになり（君主の即位年を基準とする紀年法も並行して用いられた国もあった。）、15世紀以降に一般化して現在に至る（詳細は「西暦」の項目参照）。
東ヨーロッパの正教圏では、中世から近代まで10世紀以降の東ローマ帝国で使用された世界創造紀元が使用されていたが、現在は西暦が一般的である。

### イスラム圏、東南アジア
中東のイスラム圏ではヒジュラ紀元が、東南アジアの仏教国家では仏滅紀元が、それぞれ広く用いられている。

### 漢字文化圏
漢字文化圏では、長らく元号と干支が用いられてきた。民間においては干支のうち十二支を動物に見立てた十二生肖で年を数える紀年法が広く使われてきた。
中国では辛亥革命によって元号は廃止され、民国紀元が施行された。その後に成立した中華人民共和国では、民国紀元は廃止され、キリスト紀元が用いられている。
日本では第二次大戦前は元号を基本としていたが、一時期神武紀元が多用されたこともあった。戦後日本では民間のキリスト紀元への移行が進み、元号は行政関連が主な用途となっているが、自衛隊の兵器命名のように行政でもキリスト紀元に移行したものもある。
戦後の朝鮮半島とベトナムでは元号が廃止され、キリスト紀元と干支が多く用いられているが、崇禎紀元、檀君紀元、越南民主共和（私年号）など、私年号を含めて独自の紀元も用いられている（或いは用いられていた）。北朝鮮では金正日体制の時期から主体紀元を多用するようになった。